# Lincoln Continental
La Lincoln Continental è un'automobile prodotta dalla divisione Lincoln della Ford dal 1940 al 1948 e nuovamente dal 1956 al 2002 e poi ancora dal 2016 al 2020. Nonostante abbia condiviso alcune caratteristiche con la meno costosa Ford negli anni più recenti, la Lincoln Continental ha sempre mostrato nel corso della sua lunga storia uno stile specifico proprio dell'auto di lusso, entrando come tale nell'immaginario americano. Su questa limousine Kennedy fu ucciso nel 1963.
Modello di punta della Lincoln durante la maggior parte della sua produzione, il nome di Continental ha sempre ispirato un certo prestigio della linea di produzione. Nel 1980 la Continental è stata ridimensionata portandola a competere su una gamma di mercato condivisa anche da aziende europee e giapponesi.
La produzione fu interrotta nel 2002, sostituita dalla Lincoln LS e dalla Lincoln MKS.

## Prima generazione (1940-48)

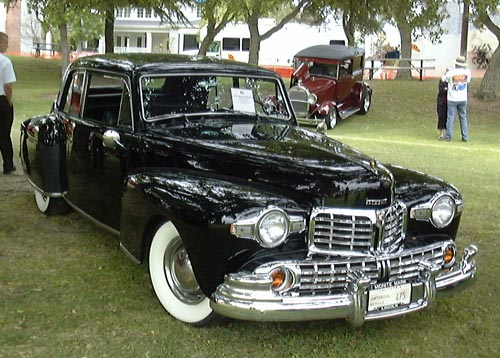
Una Continental post-bellica

La prima Lincoln Continental fu progettata da Edsel Bryant Ford come suo veicolo personale. Nel 1938 Eugene T. "Bob" Gregorie ebbe la commissione di un progetto per auto alto di gamma, da presentare entro l'estate dell'anno successivo.
Nel medesimo anno, Edsel Bryant Ford inviò un telegramma dicendo che ne voleva produrre almeno un migliaio. Nel 1939, la Continental iniziò a chiamarsi "1940 Continental". La produzione Continental fu poi sospesa fino al 1946, come altri modelli di Lincoln.

## Seconda e terza generazione (1956-60)
La Continental Mark II era un'esclusiva personal luxury car, prodotta dalla nuova divisione Continental della Ford tra il 1956 e il 1960. È considerata dagli esperti nel settore di auto storiche uno dei classici del dopoguerra americano.
La nuova Continental non cercava di essere l'auto più grande o più potente sul mercato, ma piuttosto la più elegante e lussuosa tra tutte le auto americane allora esistenti. Il risultato fu un modello dalle caratteristiche particolari rispetto alla tendenza degli anni cinquanta, a partire dall'aspetto esteriore. Infatti, mentre molte case automobilistiche statunitensi basavano il proprio stile su cromature e linee elaborate (un esempio sono le classiche "pinne" della Cadillac Eldorado), la Continental con le sue linee sobrie evocava un'eleganza più vicina al design europeo.

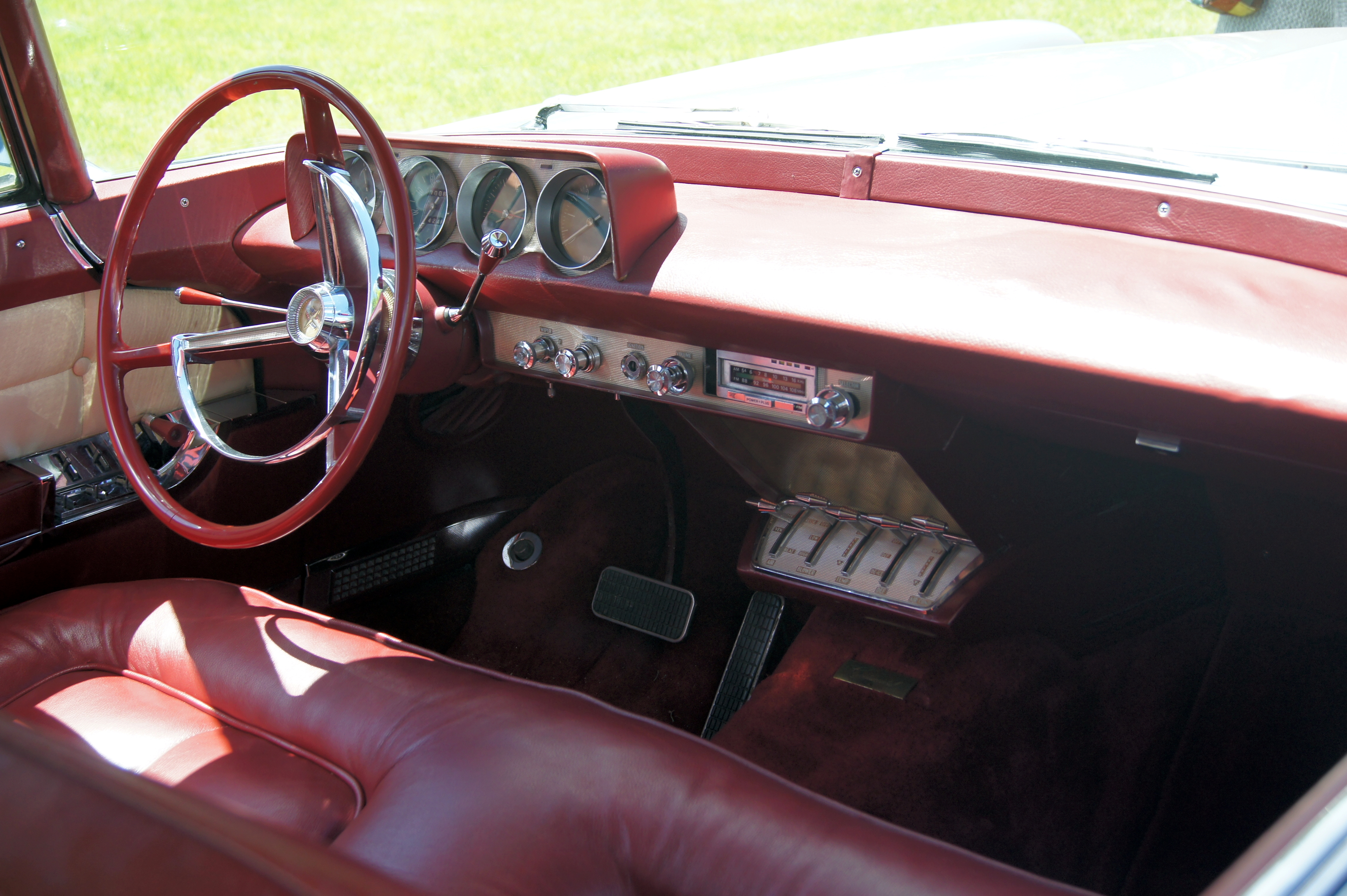
Gli interni

Nella parte posteriore, il rilievo dato dall'alloggiamento della ruota di scorta richiamava la prima generazione della Continental, prodotta tra il 1939 e il 1948. Tale caratteristica, unita al fatto che la Mark II fosse venduta nella rete dei concessionari Lincoln, ha fatto sì che questo modello fosse considerato a tutti gli effetti una Lincoln, quando tecnicamente veniva prodotto da una divisione a sé stante.
Il motore era il nuovo 6.0 L V8, condiviso con i modelli Capri e Premiere.
Ogni Continental Mark II era interamente costruita a mano, ottenendo una qualità senza compromessi: la carrozzeria veniva montata per verificare che assemblaggio fosse impeccabile, per poi essere smontata, verniciata (applicando tre strati) e nuovamente rimontata. Per quanto riguarda gli interni, i rivestimenti erano in pelle di vitello, che veniva acquistata appositamente dall'Inghilterra.
Il suo grande lusso e la sua limitata disponibilità lo portarono a rivaleggiare con la Rolls-Royce e a essere uno dei più cari dell'epoca, costando circa 10 000 dollari contro i 2 000 dollari di una normale Ford., oppure come il prezzo di una Rolls-Royce o di due Cadillac dello stesso periodo.
Nonostante il prezzo elevato, ogni modello fu una perdita per la Ford, comparabile alle perdite che ebbe la Cadillac con la rivale Eldorado Brougham quattroporte. Questi tipi di veicoli furono soprattutto dei punti di immagine per le compagnie, così come un ambito di prova per nuove idee e concetti.

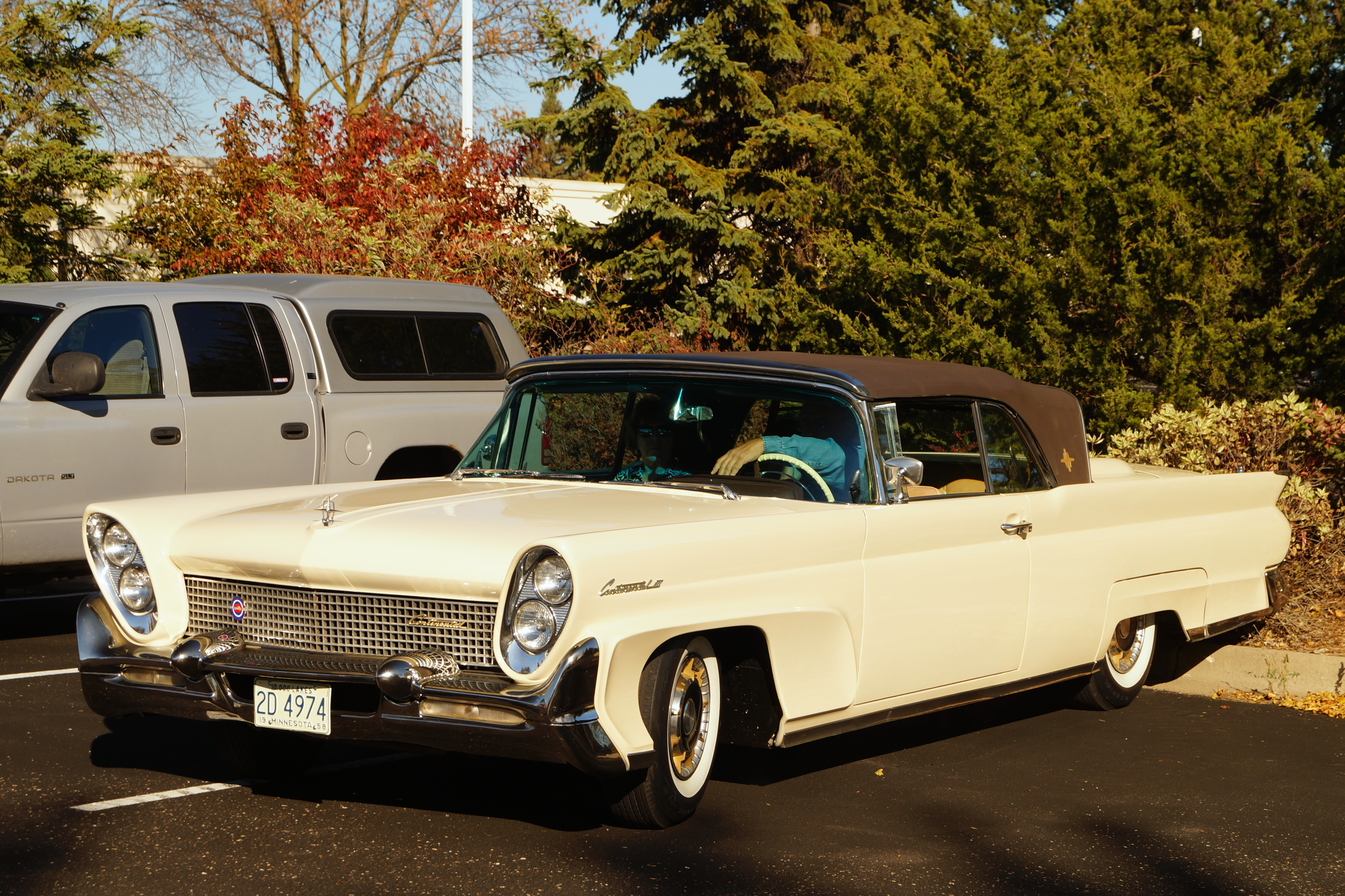
Continental del 1958

Furono costruite solo 2.996 unità di Continental Mark II, incluse due convertibili. Fu venduta per due anni ma nonostante la sua limitata diffusione divenne parte integrande dell'immaginario collettivo (molti vip ne acquistarono una fra i quali Frank Sinatra, Elvis Presley, Nelson Rockefeller ed Henry Kissinger) che nel cinema: il film del 1956 High Society la vide protagonista in molte scene, mentre nel film drammatico del 1957 Piombo rovente appare come la macchina del giornalista J.J. Hunsecker, interpretato da Burt Lancaster.
La Mark II assemblata a mano fu sostituita nel 1958 dalla Mark III costruita nel nuovo stabilimento di assemblaggio Wixom. Nel 1959 fu prodotto il Mark IV, l'anno successivo il Mark V

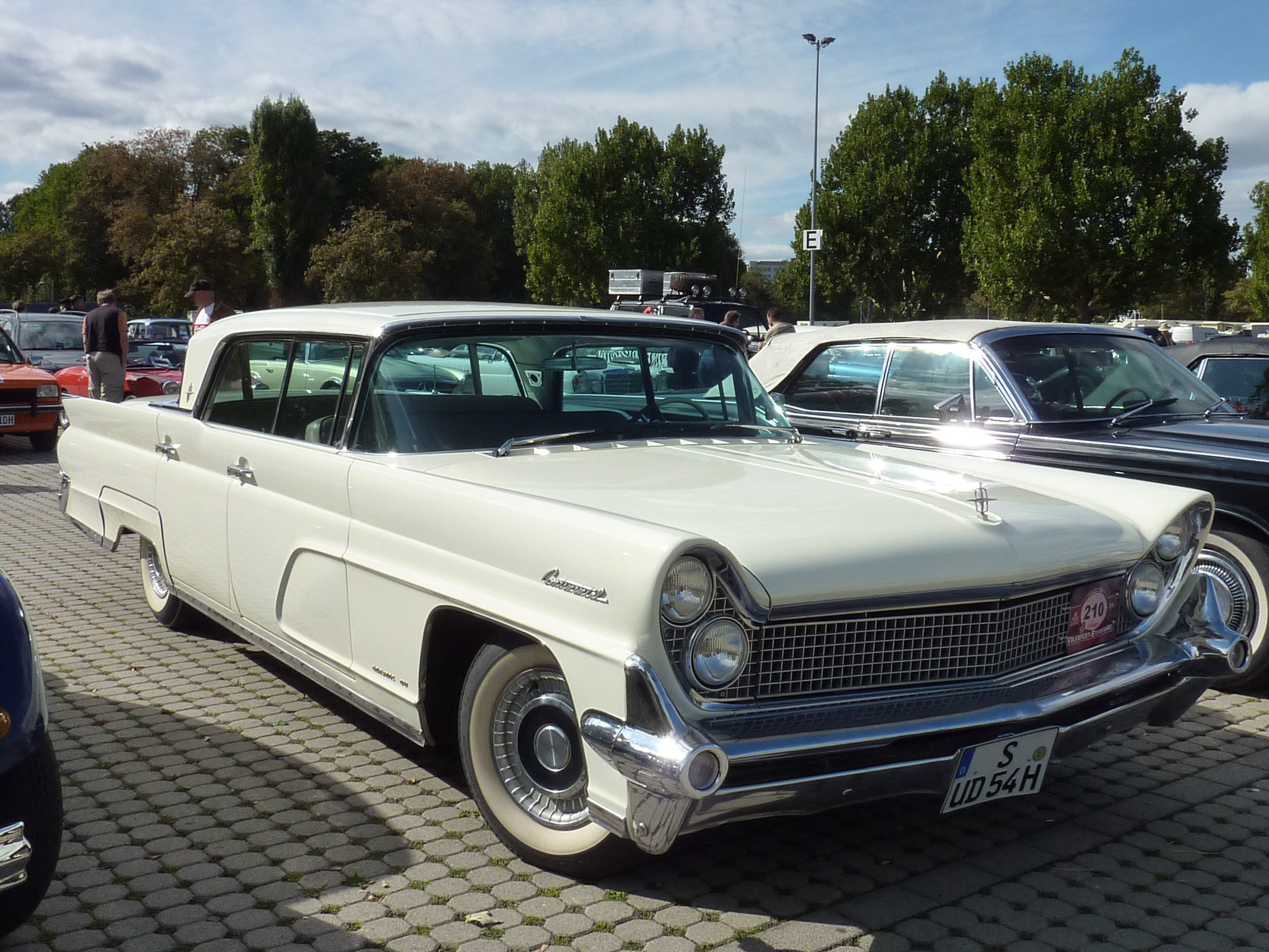
Continental berlina del 1959

Queste nuove versioni hanno subito una riduzione del prezzo di 4.000 dollari (40%); per facilitare questa riduzione, la Mark III fu assemblata nella stessa fabbrica della Ford Thunderbird, della Lincoln Capri e della Lincoln Premiere. Caratterizzati dal lunotto retrattile "Breezeway" inclinato all'indietro su tutti i modelli, i Mark III–V del 1958–1960 hanno la particolarità di essere gli unici veicoli della serie Continental Mark offerti come decappottabili. Il prezzo al dettaglio di listino della decappottabile era di 6.283 dollari e ne furono costruite 3.048.
Delle Mark III/Mark V vennero prodotte anche le versioni berlina, cosa che fa sì che questa venga spesso considerata come una terza generazione del modello.
La Continental Mark III-V era equipaggiata con un motore Ford MEL V8 da 7,0 litri condiviso con Mercury e Ford Thunderbird; il cambio automatico Cruise-O-Matic a 3 velocità era l'unica trasmissione disponibile. Nel 1958 il motore erogava 375 CV, la potenza fu ridotta a 350 CV nel 1959, poi a 315 CV nel 1960.

## Quarta generazione (1961-1969)
Nel 1961 per la prima volta i nomi Lincoln e Continental comparvero assieme fuori dalla serie Mark; Oltre a rimpiazzare la Continental Mark V, la Continental del 1961 rimpiazzò la Lincoln Capri e la Lincoln Premiere, consolidando la Lincoln come una linea di singolo prodotto. In seguito alla perdita di 60 milioni di dollari per lo sviluppo delle auto del 1958-1960, la Continental fu riprogettata da Elwood Engel; prevista essere originariamente la Ford Thunderbird del 1961, il progetto fu allargato e modificato prima di essere trasferito alla linea di produzione della Lincoln da Robert McNamara. La caratteristica più evidente della nuova Lincoln era la dimensione, ma pur perdendo quasi 381 mm di lunghezza e 203 mm di passo rispetto al suo predecessore del 1960, il nuovo modello era comunque più pesante delle sue concorrenti. La quarta generazione era disponibile come berlina a quattro porte e decappottabile fino al suo aggiornamento nel 1966.
Per il 1966, la Lincoln Continental di quarta generazione subì una seconda riprogettazione. Per competere meglio con la coupé Cadillac DeVille e l'Imperial Crown Coupé, Lincoln introdusse la sua prima coupé con tetto rigido senza montanti dal 1960. La decappottabile rimase offerta solo nella versione a quattro porte. Nel tentativo di aumentare le vendite della linea, ridusse il prezzo della Continental di quasi $ 600 a partire dal 1965 mantenendo gli stessi livelli di equipaggiamento.
Pur seguendo gran parte del restyling del 1965 (caratterizzato da una nuova griglia e dall'aggiunta della scritta "Continental" sul cofano), la Lincoln Continental del 1966 aveva una carrozzeria completamente nuova, più lunga di 127 mm, con lo spazio utilizzato principalmente nella parte posteriore dei sedili per avere più spazio per le gambe. Tornò il finestrino laterale curvo (con una curvatura più stretta, per aumentare lo spazio interno). Per offrire una cilindrata paragonabile a quella dell'Imperial (7,2 L nel 1966) e della Cadillac (da 7,0 L a 7,7 L nel 1968), il V8 fu ampliato da 7,0 L a 7,6 L.

### Kennedy Limousine SS-100-X

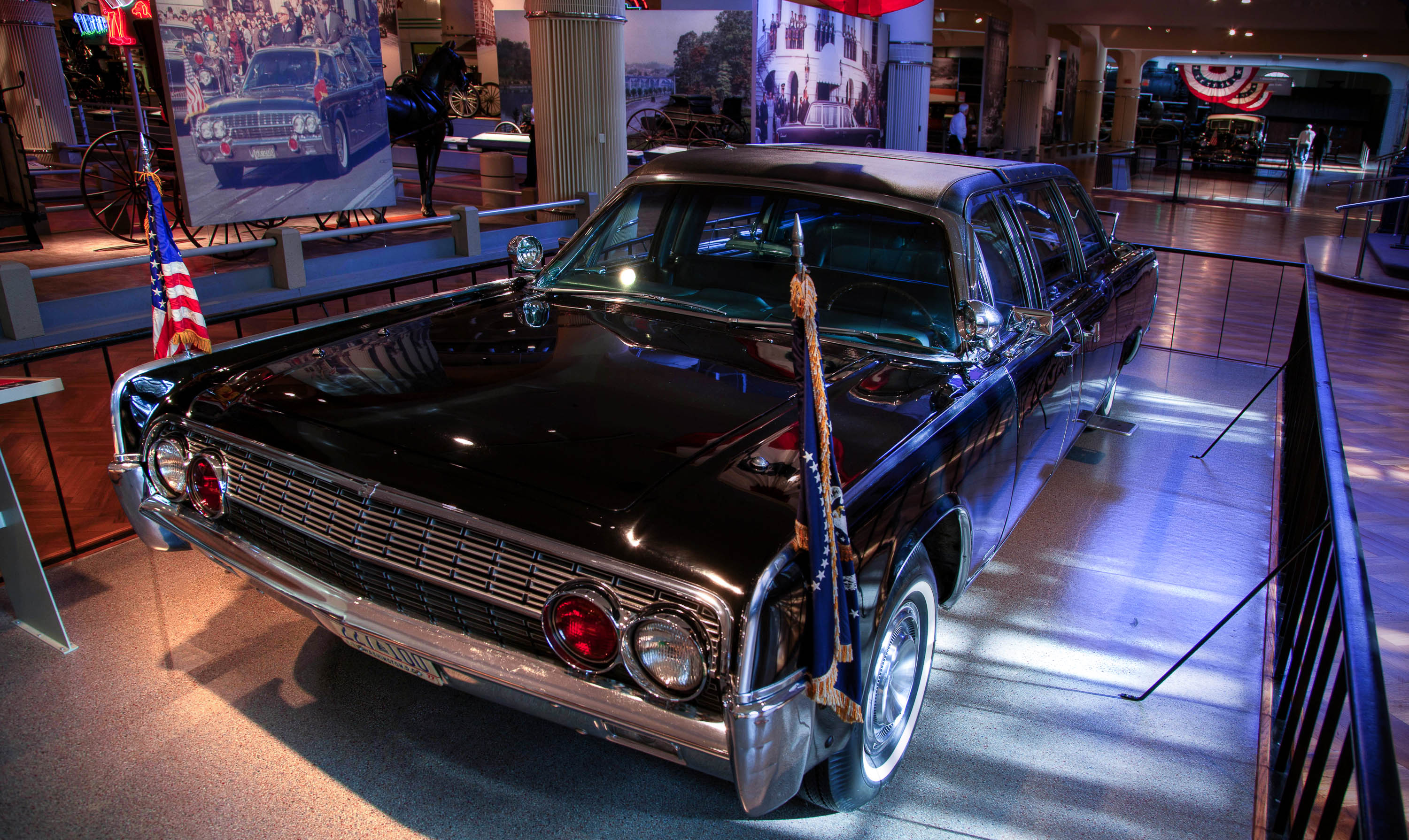
La Lincoln SS-100-X

La Lincoln Continental 1961, su cui fu assassinato Kennedy a Dallas, possedeva suicide doors, incernierate posteriormente. Aveva un V8 di cilindrata maggiorata per una velocità massima sui 190 km/h e di un insieme di tetti in plexiglas e in vinile. Nell'attentato del 1963, la macchina ne era sprovvista. I responsabili della sicurezza del presidente, Kinney, Godfrey, Kellerman e Lawson testimoniarono alla seconda commissione di inchiesta parlamentare nel 1978, di aver richiesto la rimozione del bubble top (il tetto trasparente di plexiglas anti-pallottole).
Dopo l'attentato, più ricerche ufficiali svolte dall'FBI mostrarono gli impatti di pallottole sul parabrezza che raggiunsero il veicolo dal davanti e sparate dalla posizione opposte al Texas School Book Depository da cui Oswald aveva fatto fuoco; fu rilevato anche un altro impatto nella carrozzeria. Dopo l'assassinio, l'auto fu riportata alla Hess & Eisenhart di Cincinnati, Ohio, dove fu riparata e aggiornata. Dopo anni di servizio per la Casa Bianca, è attualmente esposta presso il Museo Ford a Dearborn, Michigan.

## Quinta generazione (1970-1979)
Il Continental del 1970 fu molto simile a quello dell'anno precedente, ma con la differenza che non aveva porte incernierate posteriormente. Nel 1972 ottenne il titolo di vettura più lussuosa della categoria assieme alla Cadillac Eldorado. Dopo la riduzione della grandezza delle vetture da parte della General Motors, Lincoln divenne l'azienda produttrice delle vetture più grandi sul mercato.
Nel 1979 fu introdotto un pacchetto opzionale che includeva un tettuccio apribile e tappezzeria di cuoio, che portava il prezzo a 22 000 dollari, una cifra astronomica per il periodo.

## Sesta generazione (1980)
Durante gli anni settanta, la versione Town Car della Continental divenne molto popolare, e nel 1981 fu il modello Full-Size (termine proprio del mercato statunitense che indica vetture di dimensione particolarmente elevata) della Lincoln. Nel 1981 il nome Continental non fu utilizzato perché sarebbe dovuto apparire per un modello di auto totalmente diverso l'anno successivo dato che la Lincoln cercava di espandere la sua offerta oltre la macchine full-size. L'unica apparizione della Continental per il 1981 furono i modelli Mark VI coupé e berlina.
| Confronto 1979–1980             | 1979 Continental | 1980 Continental |
| ------------------------------- | ---------------- | ---------------- |
| Interasse                       | 3 231 mm         | 2 982 mm         |
| Lunghezza totale                | 5 918 mm         | 5 568 mm         |
| Larghezza                       | 2 029 mm         | 1 984 mm         |
| Altezza                         | 1 407 mm         | 1 425 mm         |
| Spazio per la testa anteriore   | 968 mm           | 991 mm           |
| Spazio per le gambe anteriore   | 1 067 mm         | 1 069 mm         |
| Spazio per i fianchi anteriore  | 1 422 mm         | 1 438 mm         |
| Spazio per le spalle anteriore  | 1 554 mm         | 1 542 mm         |
| Spazio per la testa posteriore  | 980 mm           | 968 mm           |
| Spazio per le gambe posteriore  | 1 067 mm         | 1 100 mm         |
| Spazio per i fianchi posteriore | 1 539 mm         | 1 468 mm         |
| Spazio per le spalle posteriore | 1 552 mm         | 1 542 mm         |
| Capacità del bagagliaio         | 600 L            | 630 L            |

## Settima generazione (1982-1987)
In questo periodo il design della Continental fu aggiornato per competere contro la Cadillac Seville.

## Ottava generazione (1988-1994)
Entro la fine degli anni Ottanta, il segmento di auto di lusso in cui la Continental si collocava era drasticamente cambiato rispetto al decennio precedente. Oltre ai tradizionali concorrenti Cadillac e Chrysler, Il modello introdotto nel 1983 si trovo a competere nello stesso segmento di prezzo di Acura, Audi, BMW, Mercedes-Benz, Saab, e Volvo. Per questi motivi per il modello del 1988 alla Continental fu dato un design molto più aerodinamico.

## Nona generazione (1995–2002)
La nuova generazione venne prodotta a partire dal 1995.

### Restyling 1998

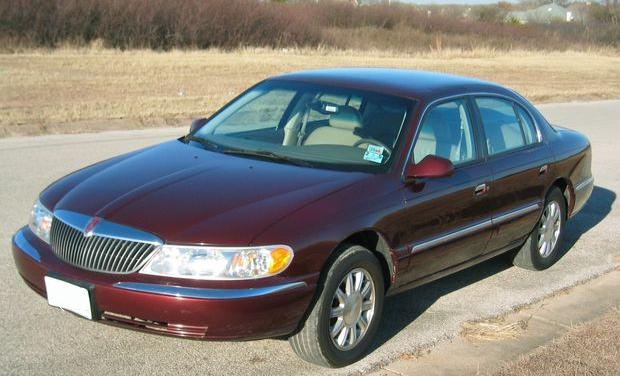
Una Continental restyling 1998

Il modello Continental è stato aggiornato di nuovo nel 1998 con un nuovo design della parte anteriore e di quella posteriore. La parte anteriore mantenne una forte somiglianza con la recentemente riprogettata Lincoln Town Car del 1998. Un'altra novità per il 1998 fu un ripensamento del cruscotto, pur rimanendo riflettente. L'investimento fu consistente, ma le vendite aumentarono rispetto al modello 1997. Sebbene non vi furono cambiamenti drastici all'esterno, la Continental fu dotata di airbag laterali montati sul sedile e di una maggiore potenza (fino a 275 hp [205 kW]).
Per il 1999, la Continental mantenne un prezzo di listino di 38 325 dollari, lo stesso prezzo della Lincoln Town Car. La possibilità di inserire un posto per il sesto passeggero era ancora possibile senza costi addizionali. Disponibile anche sul modello del 1999 è stata l'opzione da 2 345 dollari nota come "pacchetto RESCU" (Remote Emergency Satellite Cellular Unit, unità cellulare satellitare di emergenza remota), che includeva il sistema GPS (in analogia all'"OnStar" della General Motors), un sistema HomeLink radiofrequenza a 3 canali compatibile con un apriporta per garage montato sulla aletta parasola (120 dollari se ordinata separatamente), telefono cellulare attivato vocalmente (790 dollari se ordinato separatamente), e il sistema audio Alpine che comprendeva un processore digitale del suono, amplificatore subwoofer e altoparlanti aggiuntivi (565 dollari se ordinato separatamente).
Dopo un paio di anni di minore successo commerciale, la Lincoln ha annunciato il termine della produzione del modello Continental dopo il 2002. La cancellazione è stata dovuta in gran parte alla disaffezione del mercato rispetto alle vetture di lusso a trazione anteriore. Con i miglioramenti negli ultimi anni nel controllo di trazione, dei sistemi di frenatura antibloccaggio, e dispositivi di controllo antislittamento, la trazione anteriore non era più considerata una necessità nelle zone dal clima più rigido. La Continental, e in misura minore la Lincoln Mark VIII coupé, sono stati sostanzialmente sostituiti nella gamma Lincoln dalle più ridotte berline Lincoln LS V8 e Lincoln LS V6, che sono stati introdotti nel 2000. Anche se la Continental era una berlina a trazione anteriore, e la Mark VIII era una coupé a trazione posteriore, la LS a trazione posteriore fu un valido sostituto per ciascuna, svolgendo il ruolo sia come veicolo di lusso, che come berlina moderna; i compratori alla ricerca di una berlina di lusso di grandi dimensioni nella classe Continental, tendevano a spostarsi verso l'acquisto di una Lincoln Town Car a trazione posteriore, mentre quelli alla ricerca di una berlina sportiva di lusso nella classe di Mark VIII tendevano ad acquistare il modello Lincoln LS.
Tutti i modelli Continental costruiti dopo il 1958 sono stati assemblati nello stabilimento della Ford di Wixom Assembly Plant. L'ultima Lincoln Continental uscì dalla catena di montaggio il 26 luglio 2002. L'impianto di Wixom ha continuato a produrre Town Car e Lincoln LS, poche Ford Thunderbird convertibili, e l'auto sportiva di nicchia della Ford, la Ford GT.
| Anno | Vendite in USA |
| ---- | -------------- |
| 1998 | 35 210         |
| 1999 | 26 246         |
| 2000 | 22 648         |
| 2001 | 20 392         |
| 2002 | 15 435         |
| 2003 | 280            |

## Decima generazione (2016-2020)

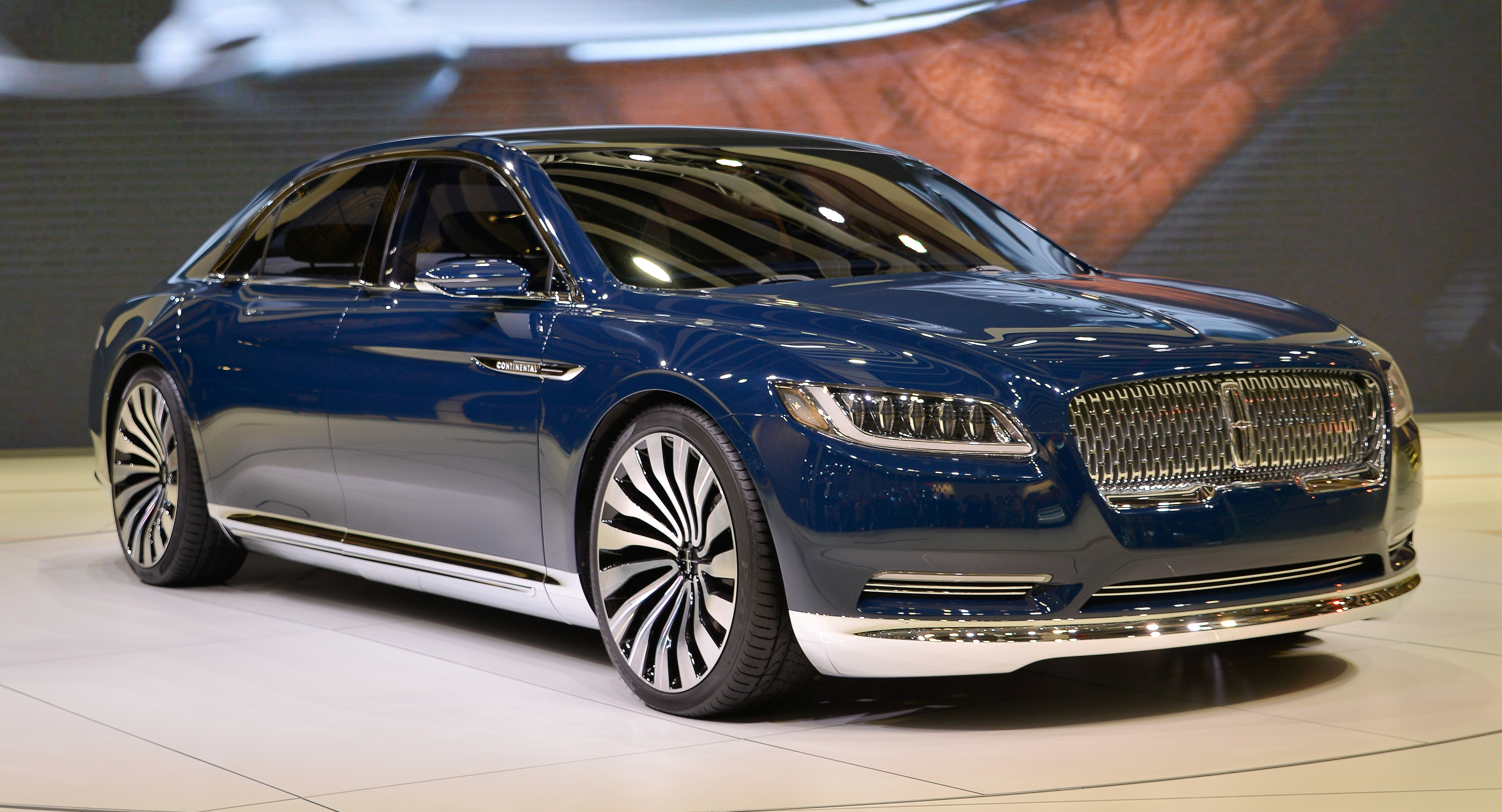
La concept car presentata nel 2015

Dopo quattordici anni di assenza, nel 2016 è entrata in produzione la decima generazione, presentata al Salone di New York nel 2015. L'auto è prodotta a Flat Rock, in Michigan, insieme alla Ford Mustang, ed è la prima a non essere prodotta a Wixom.
L'auto è strutturata su un pianale Ford CD-4 (stesso della Mondeo) allungato di 14,5 cm ed è la Lincoln più lunga prodotta dal 1979, escluse le Town Cars. L'auto ha tre motorizzazioni, tutte con motore V6, potenza di 305, 335 e 400 CV e rispettivamente da 3,7, 2,7 L e 3,0 L.
| Anno | Vendite in USA |
| ---- | -------------- |
| 2016 | 5 261          |
| 2017 | 12 012         |